# Freedmen’s Bureau

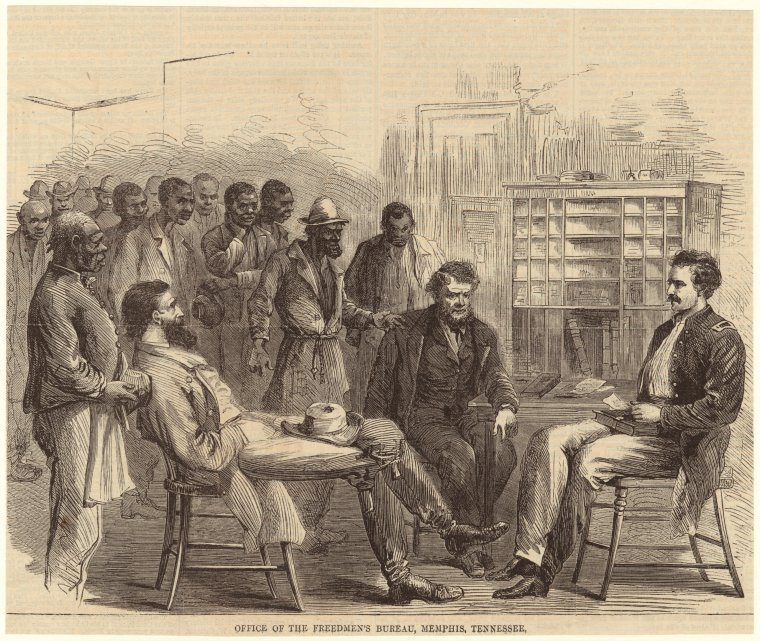
In einer Dienststelle des Freedmen’s Bureau (Harper’s Weekly, 1866)

Das Freedmen’s Bureau („Freigelassenen-Behörde“), eigentlich Bureau of Refugees, Freedmen, and Abandoned Lands („Behörde für Flüchtlinge, Freigelassene und aufgegebenes Land“), war eine unabhängige Behörde der Vereinigten Staaten, die sich vorrangig um die Versorgung der im Sezessionskrieg befreiten Sklaven bemühte. Sie wurde im März 1865 auf Beschluss des Kongresses geschaffen und als Abteilung organisatorisch dem Kriegsministerium der Vereinigten Staaten unterstellt. Den Großteil ihrer Aktivität entfaltete sie während der Reconstruction in den Jahren 1865 bis 1868. Leiter des Freedmen’s Bureau war bis zu dessen Abschaffung im Jahr 1872 General Oliver Otis Howard.